# Skandi Africa
Le OCSV Skandi Africa  (Offshore Construction  Support Vessel) est un navire de service polyvalent pour les travaux offshore appartenant à la compagnie norvégienne DOF ASA et opérant pour l'entreprise offshore du secteur de l'énergie TechnipFMC en tant que navire poseur de canalisations (Pipe-laying ship en anglais). Il navigue sous pavillon des Bahamas du port d'attache de Nassau.

## Caractéristiques
Le navire a été construit au chantier naval norvégien de Vard Søviknes (Vard Group) à Søvik (à quelques kilomètres d'Alesund. Puis il est allé au chantier néerlandais Huisman à Schiedam pour l'installation d'une grue sur socle et de la tour de pose  de tuyaux. Le navire est capable de travaux de construction et de pose de tuyaux flexibles d'un diamètre de 50 à 630 mm à des profondeurs allant jusqu'à 3000 mètres. Sa grue principale a une capacité de 900 tonnes, et la tour tubulaire - 650 tonnes, tandis que les travaux sont effectués à travers une trappe centrale (moonpool) mesurant 7,2x9,4 mètres. 
Son pont de travail de 2.700 m² peut recevoir, pour une charge maximale de 10 et 15 tonnes/m².
Il est équipé, sous hangar, de deux sous-marins télécommandés de travail (WROV) de type Triton XLX 150 HP, capables d'effectuer des tâches à des profondeurs allant jusqu'à 4.000 mètres et de deux ROV d'observation.
Le déplacement sur zone de chantier s'effectue à une vitesse maximale élevée de 16 nœuds et la précision de positionnement sur zone de travail est assurée par le système de positionnement dynamique DP3. La propulsion se compose de six moteurs Rolls Royce pour une puissance de 24 MW (environ 32.200 cv).  
Il y a des cabines à bord pour 140 personnes. La livraison du personnel et des marchandises peut être effectuée à l'aide d'une hélisurface conçu pour recevoir des hélicoptères de type Sikorsky S-92.

## Galerie

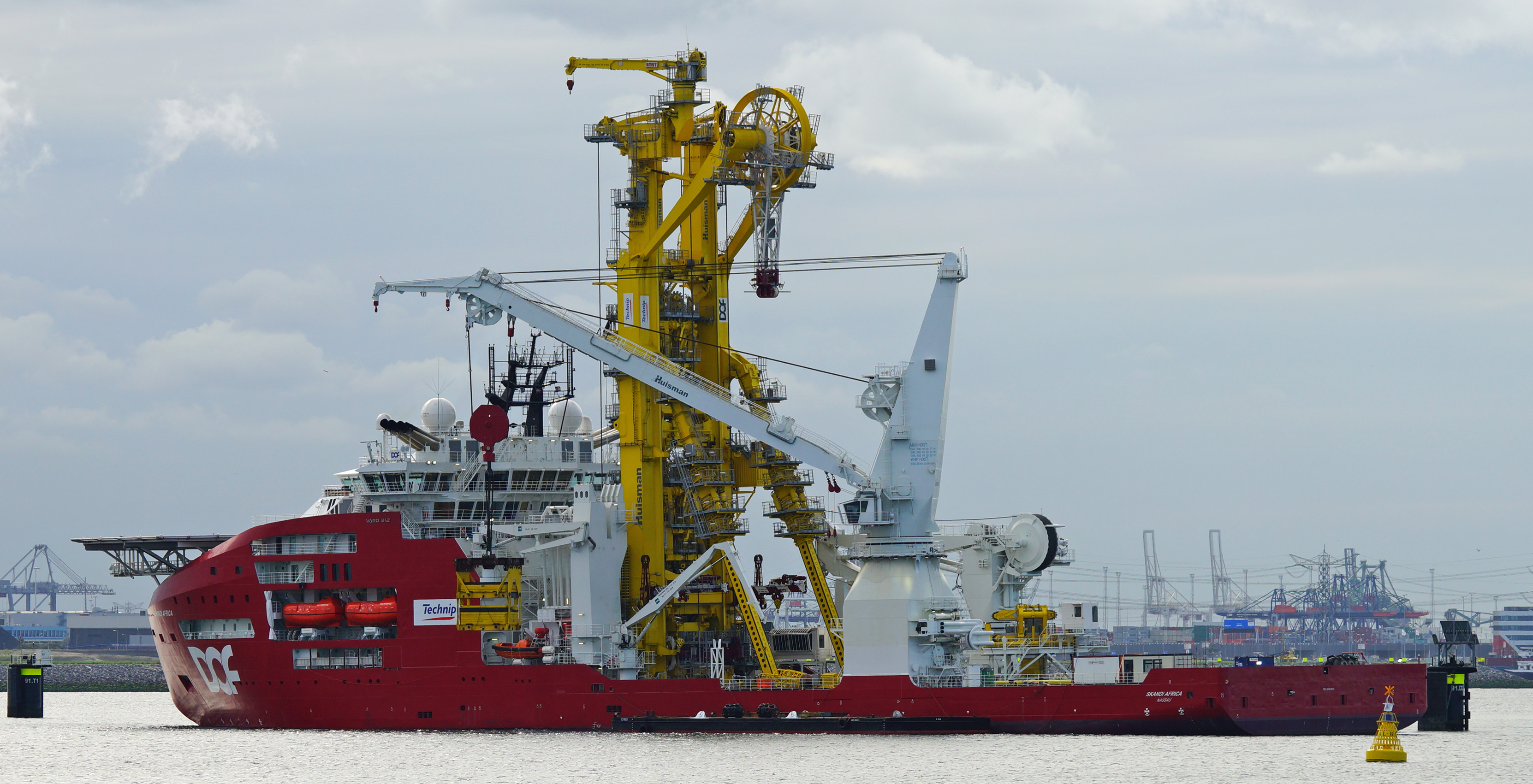
Skandi Africa en 2015
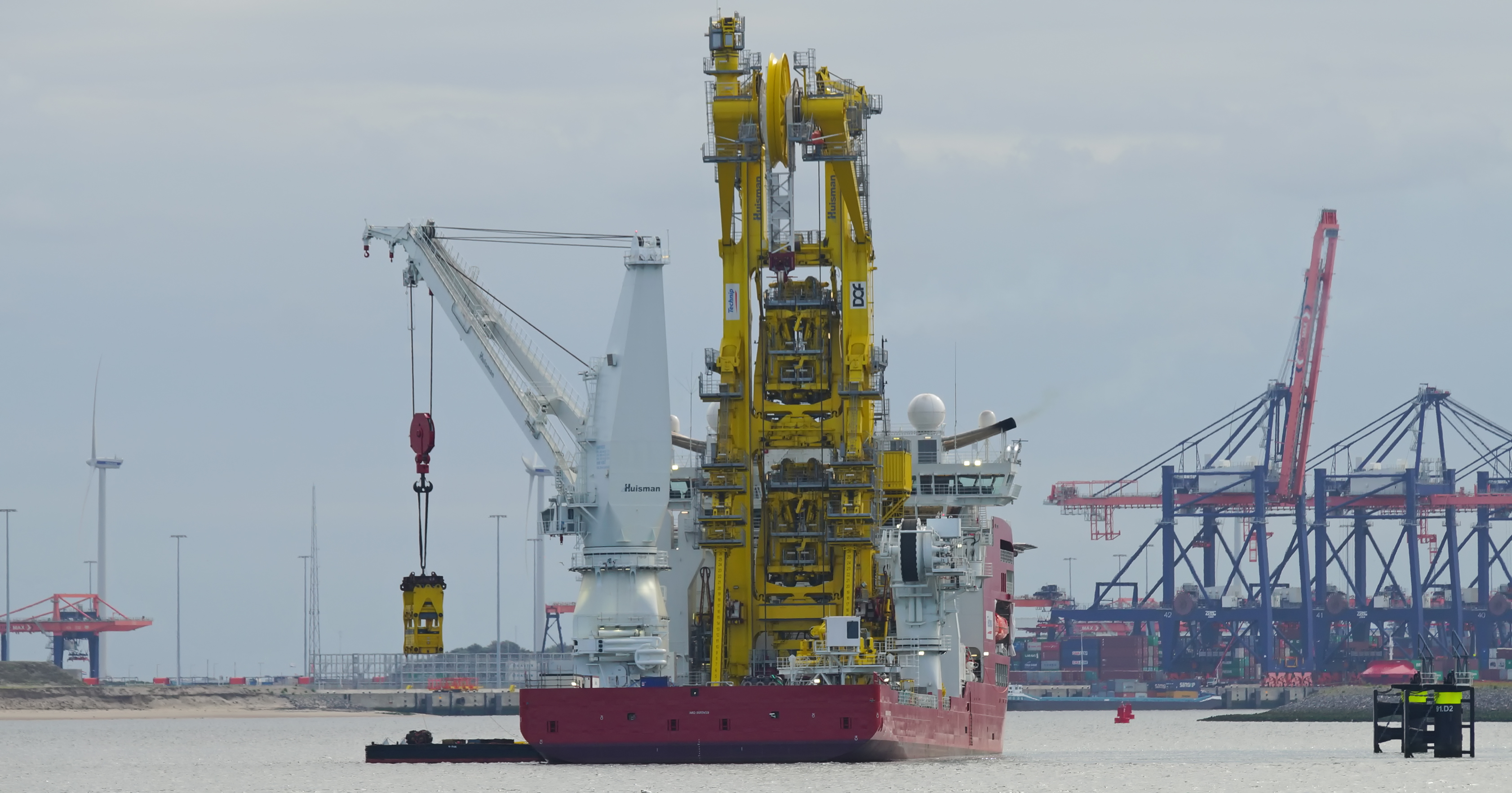
Skandi Africa à Rotterdam

### Articles externes
- Skandi Africa - Site marinetraffic
- FicheSkandi Africa - Technip
- Skandi Africa - DOF ASA
- Flotte de TechnipFMC - Site TechnipFMC